# Józef Kasprowicz
Józef Kasprowicz (zm. 16 lipca 1969) – polski działacz polityczny.
Żołnierz Armii Krajowej, magister, profesor Studium Nauczycielskiego w Krakowie, naczelnik Kuratorium Okręgu Szkolnego Krakowskiego.
Był odznaczony Krzyżem Kawalerskim Orderu Odrodzenia Polski i Złotym Krzyżem Zasługi.